# Annechien Koerselman
Annechien Koerselman (Eindhoven, 26 maart 1976) is een Nederlandse theaterregisseur en toneelschrijver.

## Biografie
Annechien Koerselman groeide op in Weesp. In de jaren 80 zong zij in het koor van Kinderen voor Kinderen. Ze soleerde in de liedjes Klein is fijn (1986), Goochelaar (1987), Dement (1988) en Kip, patat en appelmoes (1989). In 1988 speelde zij in de kinderopera De naam van de maan van Annie M.G. Schmidt en Kees Olthuis.
In 1994 deed ze haar eindexamen aan het Gemeentelijk Gymnasium te Hilversum en begon ze aan een opleiding tot dramadocent en toneelregisseur aan de Toneelacademie Maastricht, waar zij in 1998 afstudeerde. Hierna regisseerde ze diverse producties, voor onder andere Toneelgroep Oostpool, de Nederlandse Reisopera, Theater aan het Spui, Theatergroep Het Vervolg en Theaterproductiehuis Zeelandia.
In 2007 bracht ze op de Parade de operaproductie Paljas, dat een Nederlandse bewerking was van Pagliacci van Leoncavallo. In 2009 bracht zij hier een operavoorstelling rond Bonnie & Clyde en in 2011 een operavoorstelling over Moulin Rouge. In 2013 regisseerde ze de jeugdvoorstelling Kannst du pfeifen, Johanna voor de Deutsche Oper Berlin. In 2014 regisseerde zij voor de Deutsche Oper de muziekvoorstelling Gold.